# Equimina
Equimina é uma vila e comuna angolana, pertencente ao município de Baía Farta, na província de Benguela.